# Mahazoarivo (Fandriana)
Mahazoarivo è una città e comune del Madagascar situata nel distretto di Fandriana, regione di Amoron'i Mania. 
La popolazione del comune rilevata nel censimento 2001 era pari a 16 899 unità.